# Bildpunkt (Zeitschrift)
Die Bildpunkt ist eine Zeitschrift der Interessenvertretung IG Bildende Kunst der in Österreich lebenden Künstler.
Der Bildpunkt erscheint seit 2005 vier Mal im Jahr in Wien, von 2000 bis Ende 2004 gab es zweimonatliche Ausgaben unter dem Titel bild.punkt. Jede Ausgabe erscheint zu einem Schwerpunktthema, dem sämtliche Artikel gewidmet sind. Drei künstlerische Positionen – Bildstrecke, Mittelposter und Rückseite – brechen als eigenständige, nicht-bebildernde Arbeiten das Textmonopol. Inhaltlich richtet sich der Bildpunkt an der Verschränkung von ästhetischen und aktivistischen Strategien aus.
Im Mittelteil jedes Heftes finden sich Texte zu Kulturpolitik, ein Serviceteil für Künstler und Informationen über Aktivitäten der IG Bildende Kunst.
Bildpunkt kooperiert mit der Website Linksnet.